# Clach an Trushal
Clach an Trushal (schottisch-gälisch: Clach an Truiseil – deutsch „Stein des Mitgefühls“, auch Trushal Stone genannt) ist mit 5,8 m (noch vor den Lundin Links) der höchste Menhir (englisch Standing Stone) in Schottland. Er steht etwa 20 km nördlich von Stornoway, westlich der A857, nahe dem Dorf Baile an Truseil (Ballantrushal) auf der Westseite der Isle of Lewis, einer Insel der Äußeren Hebriden.
Der Menhir ist als Scheduled Monument geschützt.

## Beschreibung
Der leicht nach Süden geneigte Stein ist unten etwa 1,8 m breit und 1,1 m dick. Etwa auf der halben Höhe verjüngt er sich. Die Längsseite des oben schrägen Steins ist leicht konvex. Oben ist der von Flechten überzogene Stein, wahrscheinlich durch Blitzeinschlag, stark zerklüftet. Das Areal am Stein ist relativ eben. Dies deutet auf eine Modifikation der natürlichen Geländeoberfläche zu einer nahezu horizontalen Plattform, um einen Steinkreis zu ermöglichen. Solche Plattformen gibt es auch bei anderen Steinkreisen auf den Äußeren Hebriden. Tatsächlich ist der einsame aufrechte Stein vermutlich der Rest eines vor etwa 5000 Jahren erbauten Steinkreises. Der vorletzte Menhir dieses Kreises wurde 1914 entfernt und als Sturz benutzt. Spuren anderer Menhire finden sich in den nahen Feldmauern. Im Nordosten ist Steinacleit deutlich sichtbar.
Wie von anderen Menhiren wird vom Clach an Trushal gesagt, dass er den Ort einer großen Schlacht markiert, die zwischen den verfeindeten Clans der MacAulay (belegt auf Lewis seit 1610) und der Morrison (MacGilleMhoire) geschlagen wurde. Den Archäologen gilt er als prähistorisch, denn eine dicke, erst im 19. Jahrhundert entfernte Torfschicht bezeugt sein hohes Alter.